# آدم فتحي
آدم فتحي (1957 -) هو شاعر ومترجم وشاعر غنائي تونسي، عرف بنمط الشعر الملتزم في الثمانينات مع «فرقة البحث الموسيقي»، وفي التسعينات رافق الفنان لطفي بوشناق في مشروعه الغنائي فكتب الأغنية العاطفية والوطنية. ترجم إلى العربية مذكرات بودلير ومؤلفات لإميل سيوران وجيلبير سينويه ونعيم قطان، واقتحم في السنوات الأخيرة ميدان الصحافة المرئية في الإذاعة والتلفزة التونسية. كتب أيضا للشيخ إمام بعض كلمات أغانيه مثل أغنية «يا ولدي»، ولمجموعة «البحث الموسيقي» بقابس، ومجموعة «الحمائم البيض» بقصيدة «الشّيخ الصّغير».

## النشأة والمسيرة
ولد آدم فتحي في قرية «أم الصمعة» التي تتبع حاليا ولاية قبلي، وأصدر ستة دواوين. أصدر ديوانه الأول «سبعة أقمار لحارسة القلعة» عن دار بين قوسين للنشر في 1982 وأصدر في شريط مسموع مع كتيّب ديوان «حكاية خضراء والأمير عدوان» عن دار الشرقي للنشر في 1984. وأما ديوانه «أغنية النقابي الفصيح» الصادر في 1986 عن دار التقدم للنشر فقد صُودر بعد نشره. ثم أصدر في 1991 «أناشيد لزهرة الغبار». ونشر في شريط مسموع مع كتيّب ديوان «المعلّقة» عن دار أقواس للنشر في 1994 وأصدر «نافخ الزجاج الأعمى أيامه وأعماله» عن منشورات الجمل في 2011.
وألّف ثنائيا فنيّا مع لطفي بوشناق الذي غنى له كثيرا من قصائده منها «سراييفو» و «أحمال قلبي الكبير». وتعاون أيضا مع الشيخ إمام الذي غنى له «يا ولدي» و«اصحى طال النوم». وغنت له «فرقة البحث الموسيقي» عدة قصائد، وغنت له مجموعة الحمائم البيض قصيدة «الشّيخ الصّغير».
وترجم عدة روايات ومؤلفات من الفرنسية للعربية وقد صدرت كلها عن منشورات الجمل. فقد عرّب يوميات شارل بودلير في كتاب «اليوميات» في 1999. وترجم أربعة أعمال لإميل سيوران هي «المياه كلها بلون الغرق» في 2003 و«تاريخ ويوتوبيا» في 2010 و«مثالب الولادة» في 2014 و«اعترافات ولعنات» في 2018. وعرّب روايتين للروائي جيلبير سينويه هما «ابن سينا أو الطريق إلى أصفهان» في 2006 و«اللوح الأزرق» في 2008. وترجم روايتين لنعيم قطان هما «فريدة» في 2006 و«وداعا بابل» في 2012.
وقدم برنامج «رواق الكتب» في قناة تونس 7 والذي استضاف فيه عدة كتاب تونسيين.
وفاز ب«جائزة سركون بولص للشعر وترجمته» التي تقدمها دار الجمل في دورتها الثانية في 2019.

## الجوائز
- جائزة أبو القاسم الشابي، عن كتاب «نافخ الزجاج الأعمى أيامه وأعماله»، 2012
- جائزة سركون بولص للشعر وترجمته، دار الجمل، 2019
- شاعر العام، المنظمة العربية للتربية والثقافة والعلوم (الألكسو)، 2023

## أعماله

### شعر
- سبعة أقمار لحارسة القلعة، دار بين قوسين للنشر، تونس، 1982
- حكاية خضراء والأمير عدوان، دار الشرقي للنشر، 1984 (شريط مسموع مع كتيّب)
- أغنية النقابي الفصيح، دار التقدم للنشر، تونس، 1986 (صُودر بعد النشر)
- أناشيد لزهرة الغبار، 1991
- المعلّقة، دار أقواس للنشر، تونس، 1994 (شعر في شريط مسموع مع كتيّب)
- نافخ الزجاج الأعمى أيامه وأعماله، منشورات الجمل، بيروت، 2011

### كلمات الأغاني
- هيلا هيلا يا مطر، فرقة البحث الموسيقي
- يا ولدي، الشيخ إمام
- اصحى طال النوم، الشيخ إمام
- نشيد الاتحاد، ألحان: الشيخ امام
- لا عاش غصن، ألحان: الشيخ امام
- الأميرة ديانا، ألحان وأداء: لطفي بوشناق
- علمني، لطفي بوشناق
- نساية، لطفي بوشناق
- أنا حبيت، ألحان: عبد الحكيم بلقايد، أداء: لطفي بوشناق
- سراييفو، لطفي بوشناق
- أقول أنا العراق، ألحان وأداء: لطفي بوشناق
- أحمال قلبي الكبير، لطفي بوشناق
- يا الخضرا، ألحان وأداء: لطفي بوشناق
- عايش لغناياتي، موسيقى: شوبان، أداء: لطفي بوشناق
- غني لصباح جديد، مارسيل خليفة، 2018
- كل ما فيك حبيبي، لطفي بوشناق، 2019
- حامل، لطفي بوشناق
- خدعني الزمان، ألحان وأداء: لطفي بوشناق، 2024
- هيلا هيلا، حمزة نمرة
- الرحيل، أمال الحمروني
- يا نخلة واد البي، ألحان: نبراس شمام، أداء: عبير شمام
- الجميل مالو حزين، ألحان: نبراس شمام، أداء: عبير شمام
- سآخذ وجهي وأرحل، ألحان: نبراس شمام، أداء: عبير شمام
- سآخذ وجهي وأرحل، ، ألحان: نبراس شمام، أداء: آمال الحمروني وعبير شمام
- القفة وما فيها، أداء: الزين الصافي
- الشيخ الصغير، أداء: مجموعة حمام البيض
- أعود إليك، ألحان: لطفي بوشناقء أداء: علياء بلعيد

### ترجمات
- اليوميات، شارل بودلير، منشورات الجمل، 1999
- المياه كلها بلون الغرق، إميل سيوران، منشورات الجمل، كولونيا، ألماتيا، 2003
- ابن سينا أو الطريق إلى أصفهان، جيلبير سينويه، منشورات الجمل، 2006
- فريدة، نعيم قطان، منشورات الجمل، 2006
- اللوح الأزرق، جيلبير سينويه، منشورات الجمل، 2008
- تاريخ ويوتوبيا، إميل سيوران، منشورات الجمل، بيروت - بغداد، 2010
- وداعا بابل، نعيم قطان، منشورات الجمل، 2012
- مثالب الولادة، إميل سيوران، منشورات الجمل، 2015
- اعترافات ولعنات، إميل سيوران، منشورات الجمل، 2018
- تمارين في الإعجاب، إميل سيوران، منشورات الجمل، 2020
- السقوط في الزمن، إميل سيوران، منشورات الجمل، 2021
- رسالة في التحلل، إميل سيوران، منشورات الجمل، 2021

### برامج تلفزيونية
- رواق الكتب، قناة تونس 7

## وصلات خارجية
- آدم فتحي على موقع أرشيف الشارخ.
- مراد علوي: ببليوغرافيا الشعر التونسي: فهرست المنشورات الشعرية التونسية بين 1877 و 2013